# Kuusniemenluoto
Kuusniemenluoto är en ö i Finland. Den ligger i sjön Taattistenjärvi och i kommunen Nådendal i den ekonomiska regionen  Åbo ekonomiska region  och landskapet Egentliga Finland, i den sydvästra delen av landet, 170 km väster om huvudstaden Helsingfors. Öns area är 0,3 hektar och dess största längd är 120 meter i sydöst-nordvästlig riktning.